# Волна (приток Тутки)
Волна — река в России, протекает в Грязовецком районе Вологодской области и Солигаличском районе Костромской области. Правый приток Тутки. Длина реки составляет 16 км, площадь водосборного бассейна 65,6 км².

## География
Река Волна берёт начало в болоте Зелёное на территории Грязовецкого района Вологодской области. Течёт на восток через берёзовые леса, пересекает границу с Костромской областью. Устье реки находится в 29 км по правому берегу реки Тутка.

## Данные водного реестра
По данным государственного водного реестра России относится к Верхневолжскому бассейновому округу, водохозяйственный участок реки — Кострома от истока до водомерного поста у деревни Исады, речной подбассейн реки — Волга ниже Рыбинского водохранилища до впадения Оки. Речной бассейн реки — (Верхняя) Волга до Куйбышевского водохранилища (без бассейна Оки).
Код объекта в государственном водном реестре — 08010300112110000011987.